# Le Dieu du stade
Le Dieu du stade (France) ou Homer la mascotte (Québec) (Dancin' Homer) est le 5e épisode de la saison 2 de la série télévisée d'animation Les Simpson.

## Synopsis
Au bar de Moe, Homer raconte à Moe et ses amis comment il est allé à Capital City. Lui et sa famille faisaient partie d'une sortie organisée par Burns à un match de baseball des Isotopes de Springfield. L'équipe étant en train de perdre, Homer se mit à danser pour encourager l'équipe, ce qui porta ces fruits puisque les Isotopes remportèrent finalement le match. Devenu un héros, Homer se vit proposer par le propriétaire des Isotopes de devenir la mascotte officielle de l'équipe.
Mais après quelques victoires, les Isotopes finissent par perdre. Homer apprend alors qu'il a été engagé par Capital City, équipe de première division. Il déménage donc avec sa famille vers Capital City. Mais ce ne fut pas le succès espéré pour Homer, immédiatement prié de faire ses valises. Les Simpson reviennent donc à Springfield, Homer retombé dans l'anonymat.

## Première apparition
- Bigboule